# Різдво для всіх собак
«Різдво для всіх собак» — мультфільм 1998 року.

## Сюжет
Різдво — особливе свято, провести яке найкраще у колі сім'ї та друзів. От і збираються Чарлі, Ітчі, Саша, Карфейс та інша собача компанія, щоб розділити на всіх святкові веселощі. Все складалося чудово перед початком різдвяної вечірки в кафе «Блошиний Укус»..